# Paul Crête
Paul Crête (Hérouxville, 8 avril 1953 - ) est un administrateur et homme politique québécois. 
Il a été député du Bloc québécois à la Chambre des communes du Canada, représentant la circonscription québécoise de Montmagny—L'Islet—Kamouraska—Rivière-du-Loup entre 1993 et 2009.
Le 3 mai 2009, il annonce sa démission en tant que député fédéral pour devenir candidat du Parti québécois dans la circonscription de Rivière-du-Loup dans le cadre d'une élection partielle qui fait suite au retrait de la vie politique de Mario Dumont,.

## Biographie
Détenteur d'un baccalauréat en sciences de l'administration de l'université Laval, Paul Crête a mené une carrière de conseiller en gestion des ressources humaines dans la fonction publique québécoise entre 1975 et 1984. Il devient directeur du personnel et secrétaire général du cégep de La Pocatière en 1984, un poste qu'il occupera jusqu'à son élection comme député fédéral.
Il a notamment participé au reclassement des ex-employés de l'usine de Bombardier à La Pocatière dans les années 1980. Il a également été membre fondateur de l'organisme Place aux jeunes - Kamouraska et président du Comité d'aide au développement des collectivités de Kamouraska en 1991 et 1992.
Sur le plan politique, Paul Crête milite activement dans le mouvement souverainiste depuis les années 1980. Il a été président régional du Parti québécois pour l'Est du Québec en 1987 et 1988 et président régional du Bloc québécois en 1992 et 1993. Il s'est activement impliqué dans la campagne en faveur du rejet de l'Accord de Charlottetown lors du référendum de 1992.
Élu pour la première fois lors de l'élection fédérale canadienne de 1993, Paul Crête a été réélu à cinq reprises en 1997, 2000, 2004, 2006 et 2008. Il a été successivement critique du Bloc québécois en matière de transports, de ressources humaines, d'industrie, de finances et d'affaires étrangères.
Le 3 mai 2009, il annonce sa démission en tant que député fédéral pour devenir candidat du Parti québécois dans la circonscription de Rivière-du-Loup dans le cadre de l'élection partielle du 22 juin 2009 qui fait suite au retrait de la vie politique de Mario Dumont. Il fait face au président du Parti libéral du Québec et ancien maire de Rivière-du-Loup, Jean D'Amour, qui tente de se faire élire pour la troisième fois dans cette circonscription. La décision de Paul Crête de briguer les suffrages sous la bannière du Parti québécois avait été pressentie depuis plusieurs années. Il avait décliné l'offre qui lui avait été faite en 2002. Il arrive finalement deuxième derrière Jean D'Amour avec 35,83 % des voix.